# برگ بیدی (گیاه)
برگ بیدی  نام یک گونه از سرده برگ بیدی است. برگ بیدی يا ترادسکانتیا، گونه های مختلفی دارد. برگ بیدی سبز، برگ بیدی ارغوانی، و برگ بیدی زبرینا از جمله این گروه از گیاهان هستند.

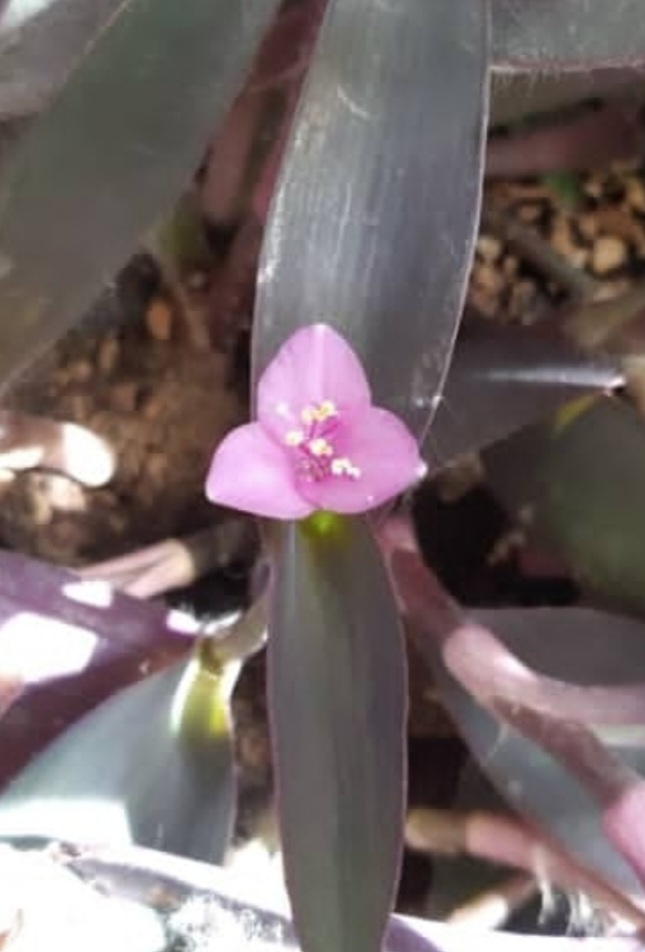
گیاه برگ بیدی ارغوانی در فصل بهار گل می‌دهد.

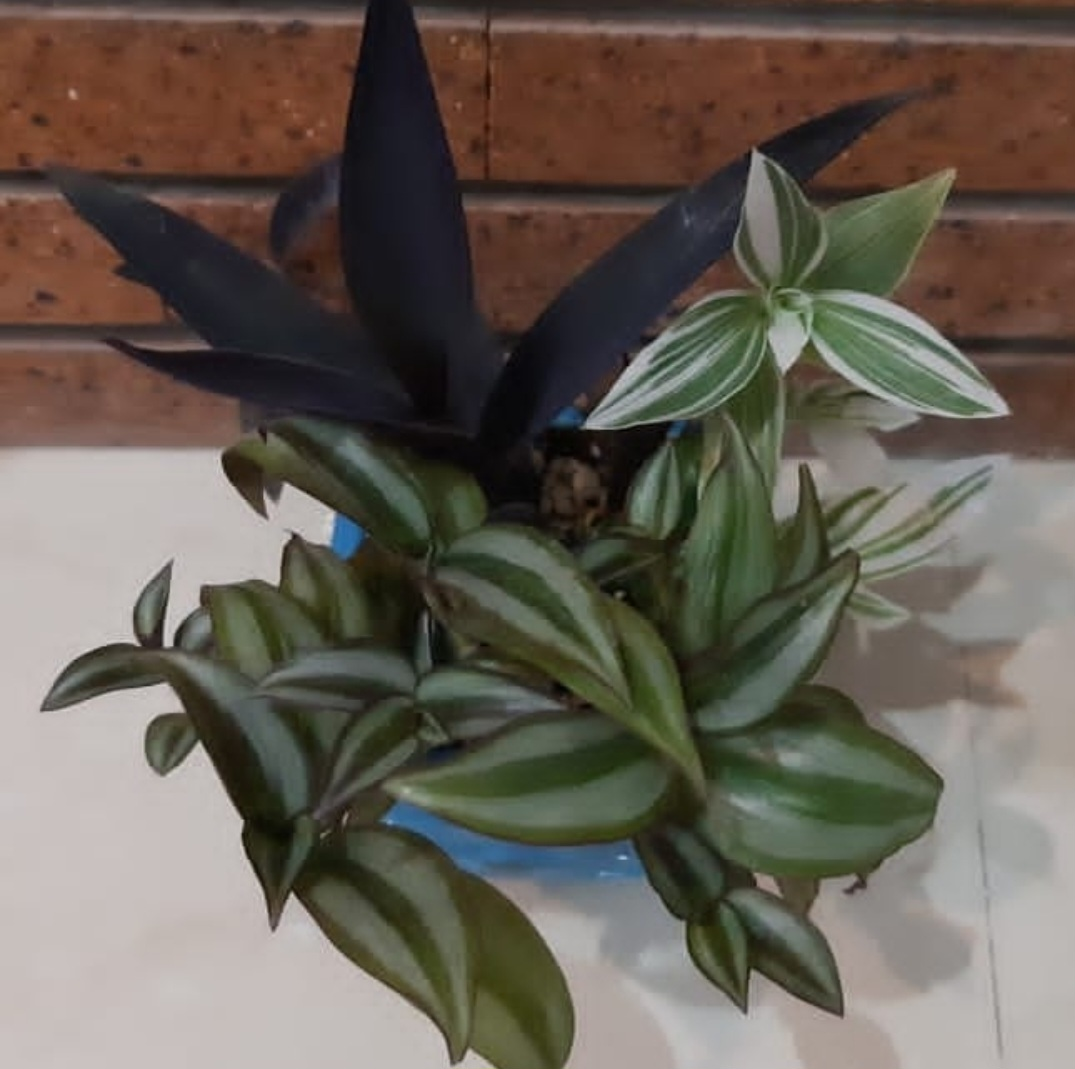
سه نوع از انواع گیاه برگ بیدی در کنار هم

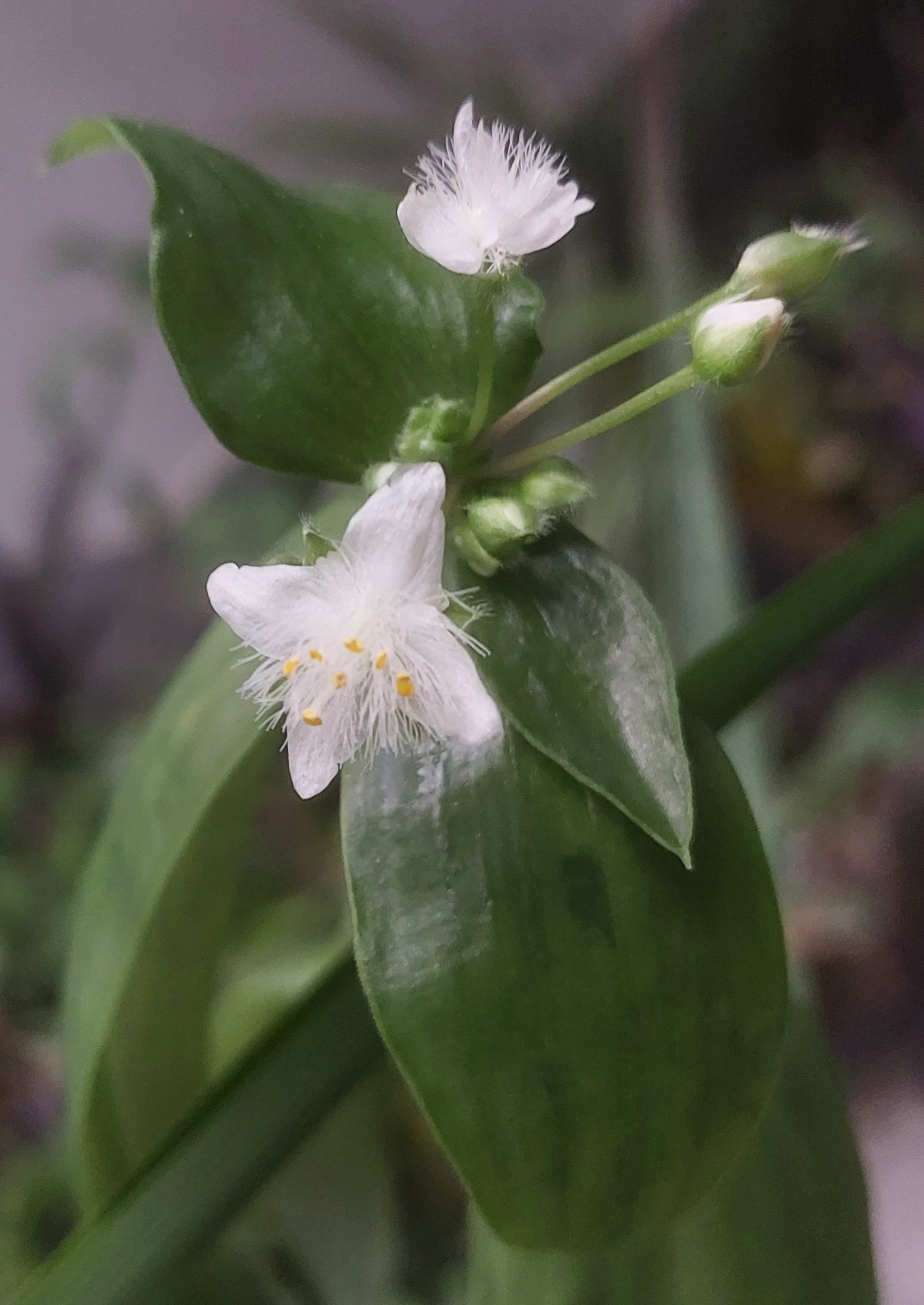
گل‌های سفید گیاه برگ بیدی سبز